# Syndrome de Bruck
Pour les articles homonymes, voir Bruck.
Le syndrome de Bruck se caractérise par la combinaison de l'arthrogrypose multiplex congénitale et de l'ostéogenèse imparfaite. Ces deux maladies sont rares, mais la concurrence est extrêmement rare, ce qui rend le syndrome de Bruck très difficile à étudier. Le syndrome de Bruck est considéré comme une variante atypique de l'ostéogenèse imparfaite qui ressemble le plus au type III, sinon à sa propre maladie,. De multiples mutations génétiques associées à l'ostéogenèse imparfaite ne sont pas observées dans le syndrome de Bruck. Le syndrome de Bruck se caractérise par des contractures congénitales, une fragilité osseuse, des fractures osseuses récurrentes, des déformations des articulations de flexion et des membres, un ptérygion, une taille corporelle courte et une cyphoscoliose (en) progressive. Les personnes ont une mobilité et une fonction pulmonaire restreintes.Une réduction de la teneur minérale osseuse et des cristaux d'hydroxyapatite plus gros sont également détectables. Les contractures articulaires sont principalement bilatérales et symétriques, et la plupart sont sujettes aux chevilles. Le syndrome de Bruck n'a aucun effet sur l'intelligence, la vision ou l'audition.

## Autre noms
- Ostéogenèse imparfaite avec contractures

## Diagnostic
Le diagnostic du syndrome de Bruck doit distinguer l'association des contractures et de la fragilité du squelette. L'échographie est utilisée pour le diagnostic prénatal. Le diagnostic d'un nouveau-né ressemble à l'arthrogrypose multiplex congénitale, et plus tard dans l'enfance à l'ostéogenèse imparfaite.

## Conseil génétique

### Mode de transmission
Il s'agit d'une transmission autosomique récessive. 